# Band-e Amir
Band-e Amir (em persa: بند میر) é uma série de seis lagos profundos de cor azul separados por diques naturais feitos de travertino, um depósito mineral. Os lagos estão localizados nas montanhas Indocuche, na região central do Afeganistão, a aproximadamente 3.000 metros de altura, a oeste dos famosos Budas de Bamiyan.
Eles foram criados por água rica em dióxido de carbono que sofrem de falhas e fraturas, e depósitos precipitados de carbonato de cálcio na forma de paredes de mármore de travertino que agora armazenam água desses lagos. Band-e Amir é um dos poucos lagos naturais raros do mundo que foram criados pelos sistemas de travertino, todos os quais estão na Lista do Patrimônio Mundial da Organização das Nações Unidas para a Educação, a Ciência e a Cultura (Unesco).

## História
O nome Band-e Amir significa literalmente "Barragem do Emir", que é criada uma referência a Ali, o quarto califa dos muçulmanos. A área é dominada pelos Hazaras, que constituem cerca de 8 a 15% da população afegã e a maioria deles são xiitas.
Em 2004, Band-e Amir foi reconhecido como Patrimônio da Humanidade. Em 2009, Band-e Amir tornou-se, finalmente, o primeiro parque nacional no Afeganistão. Até 2013, cerca de seis mil turistas locais visitaram o parque nacional todos os anos. A área é protegida por um pequeno número de guardas.

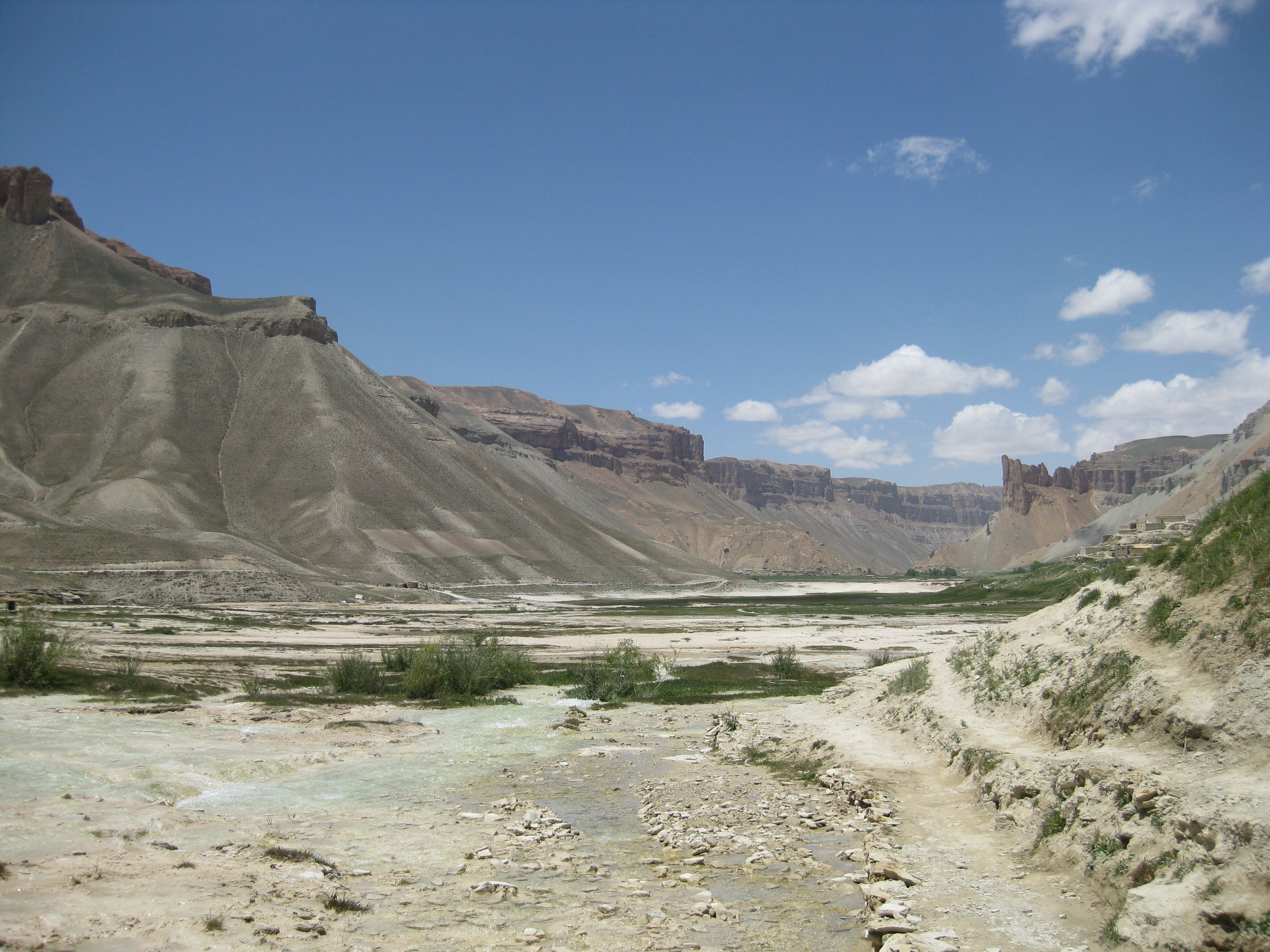
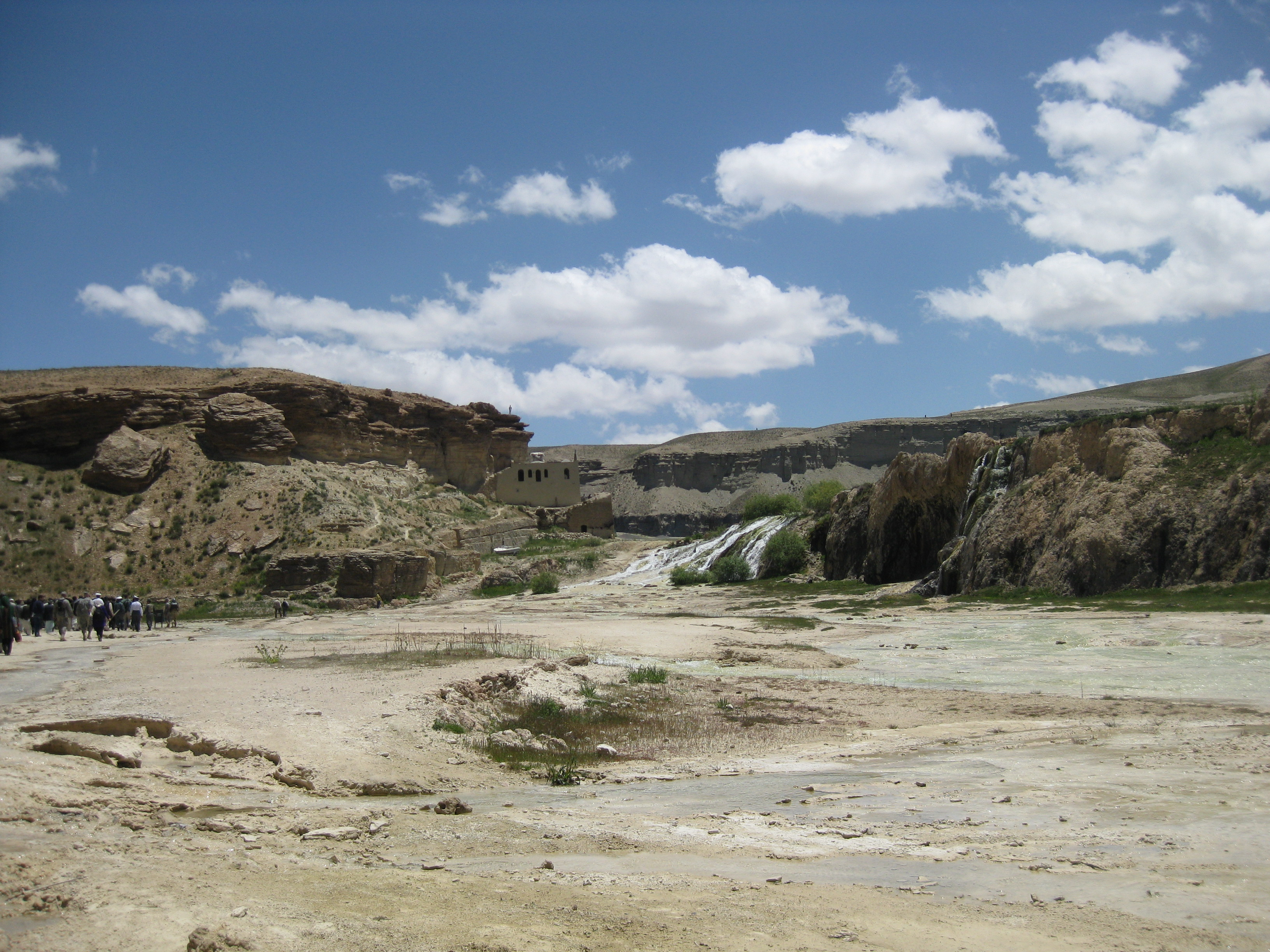
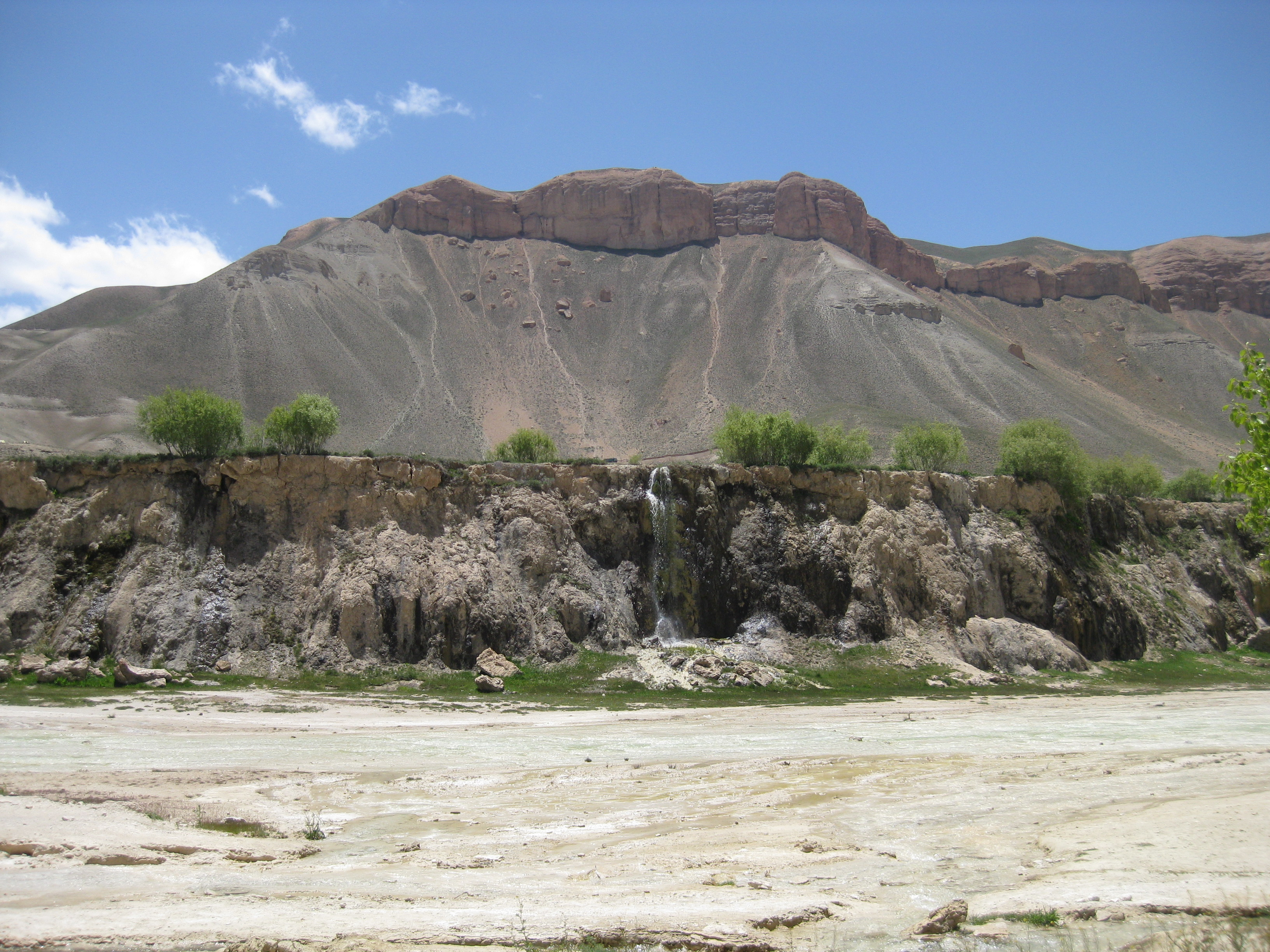
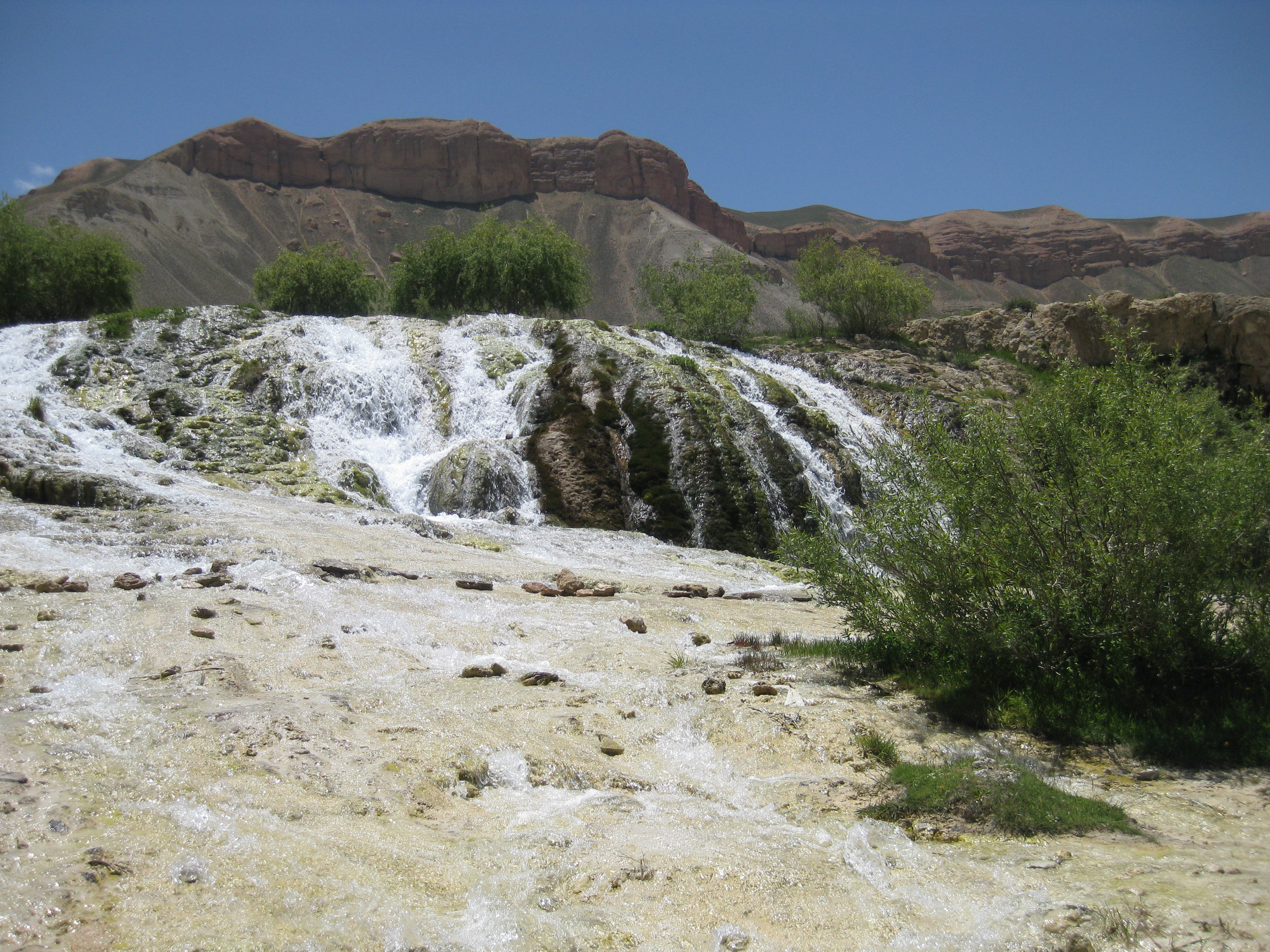
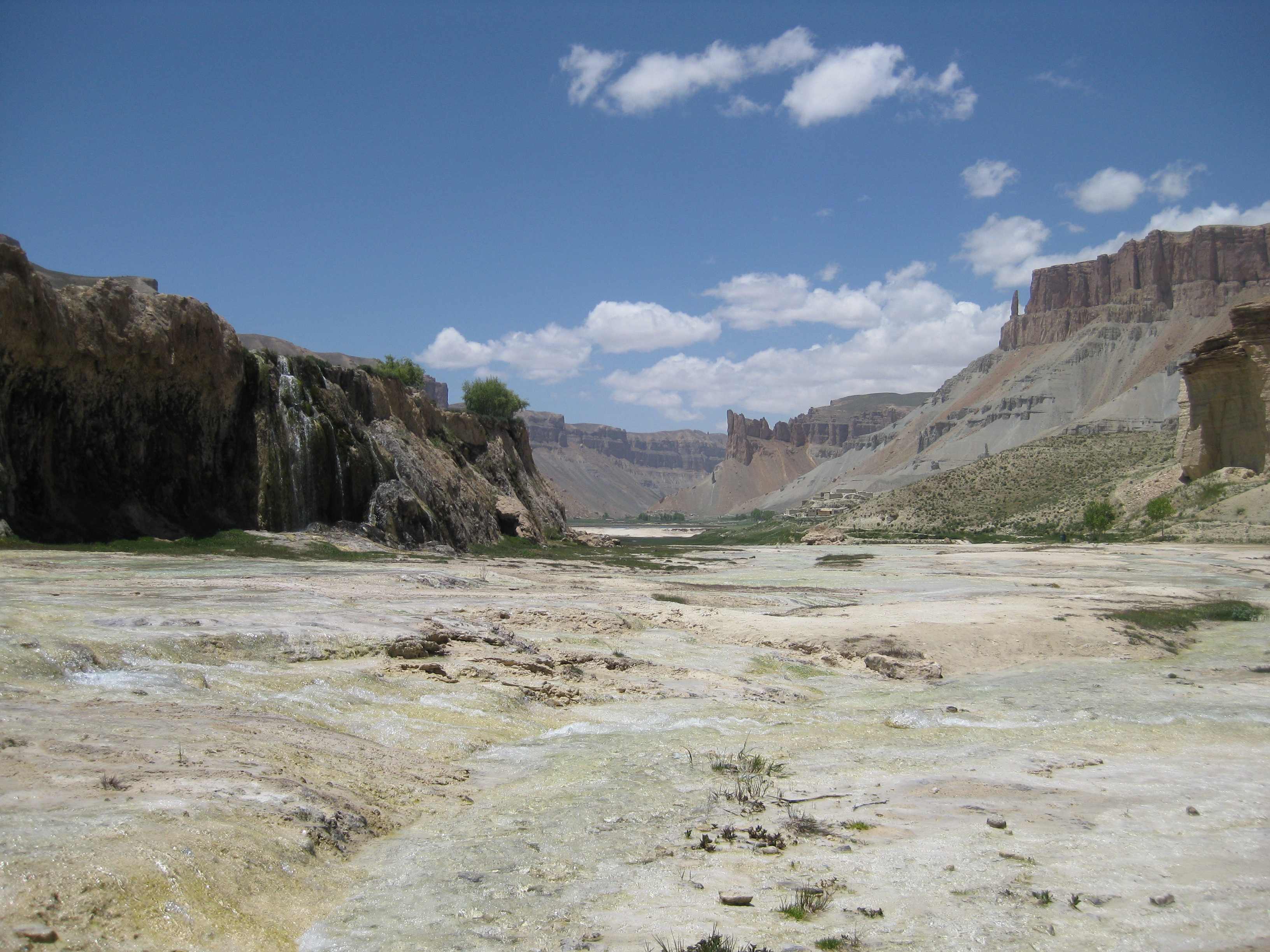
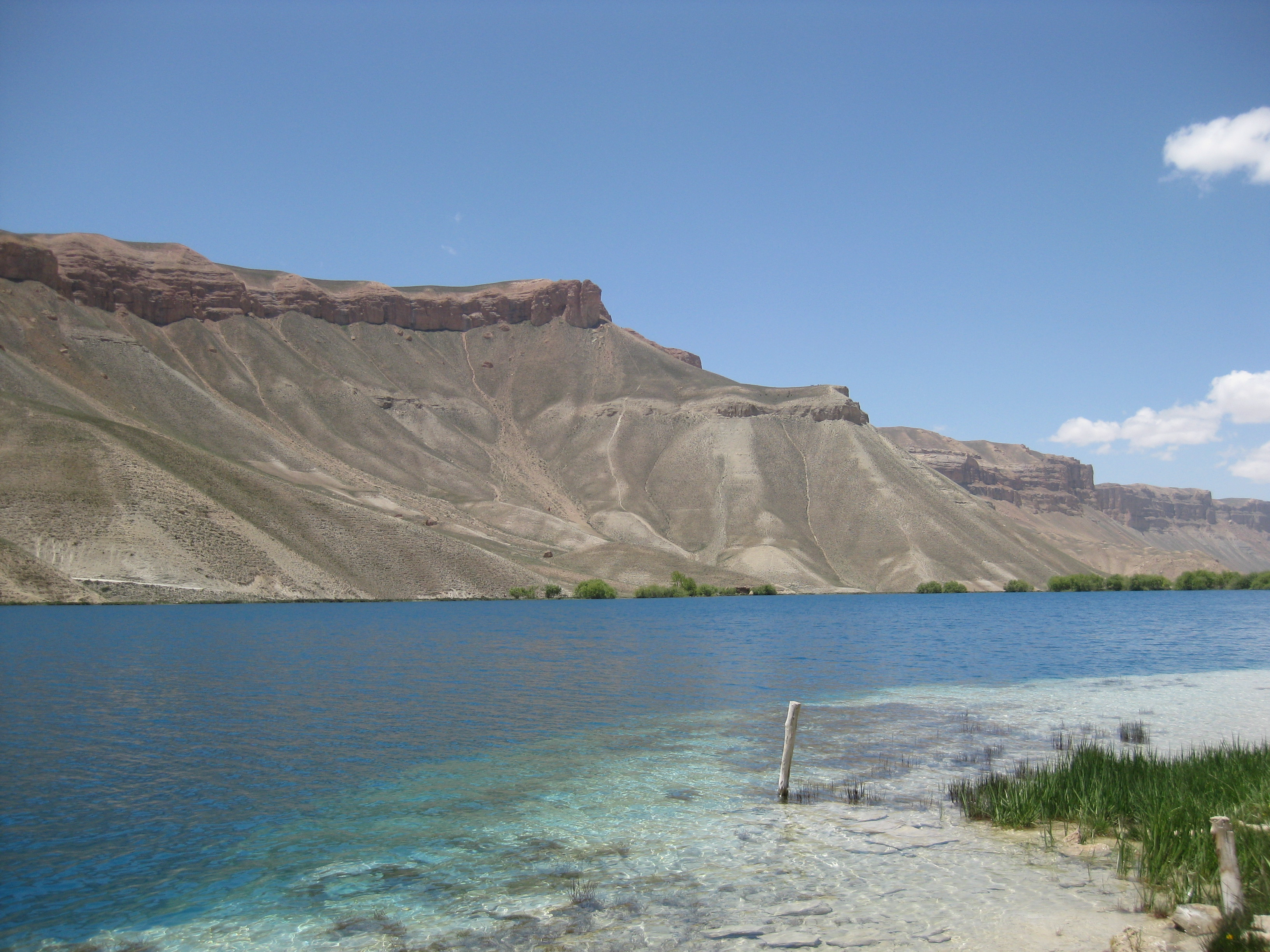
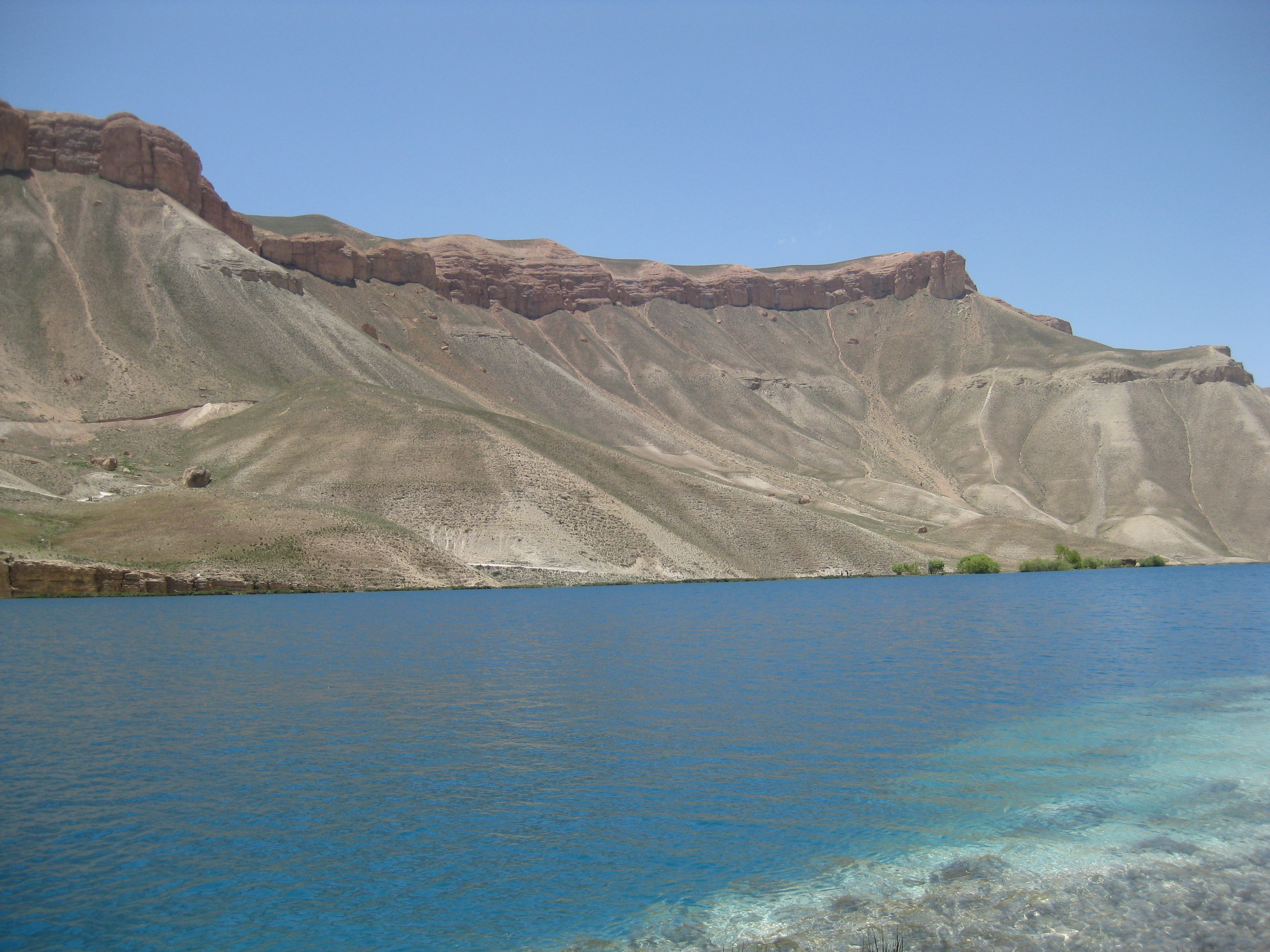
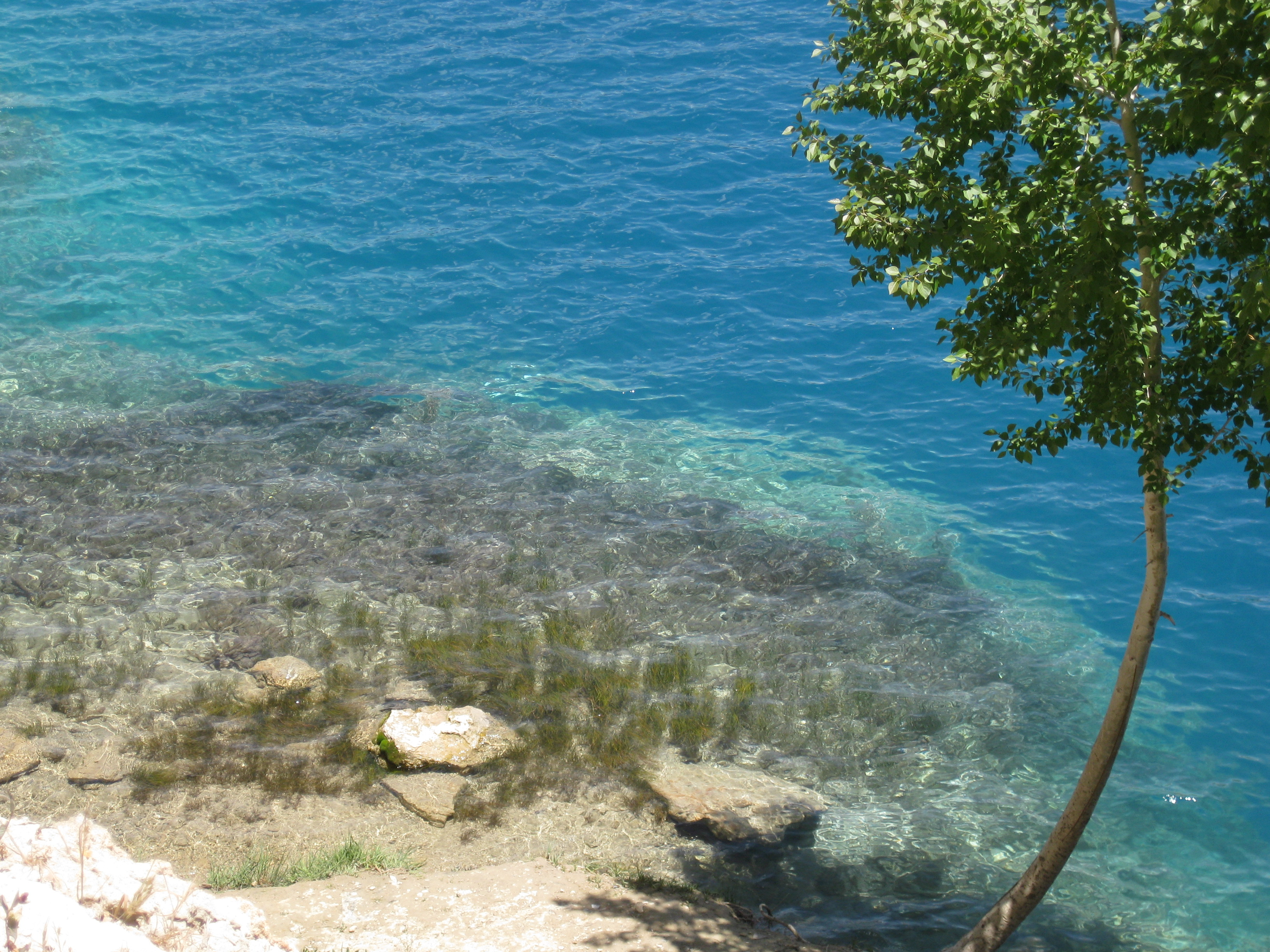
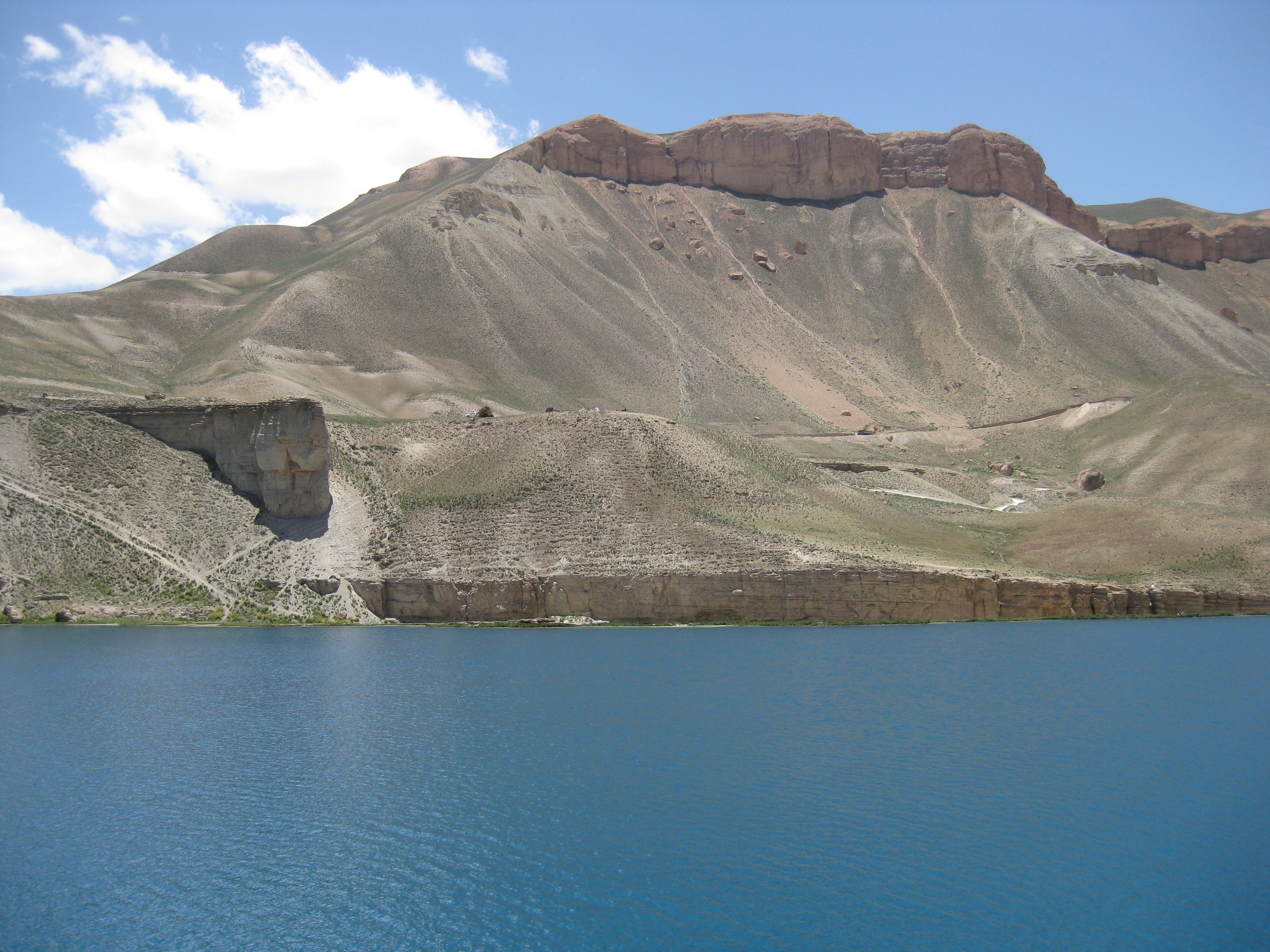
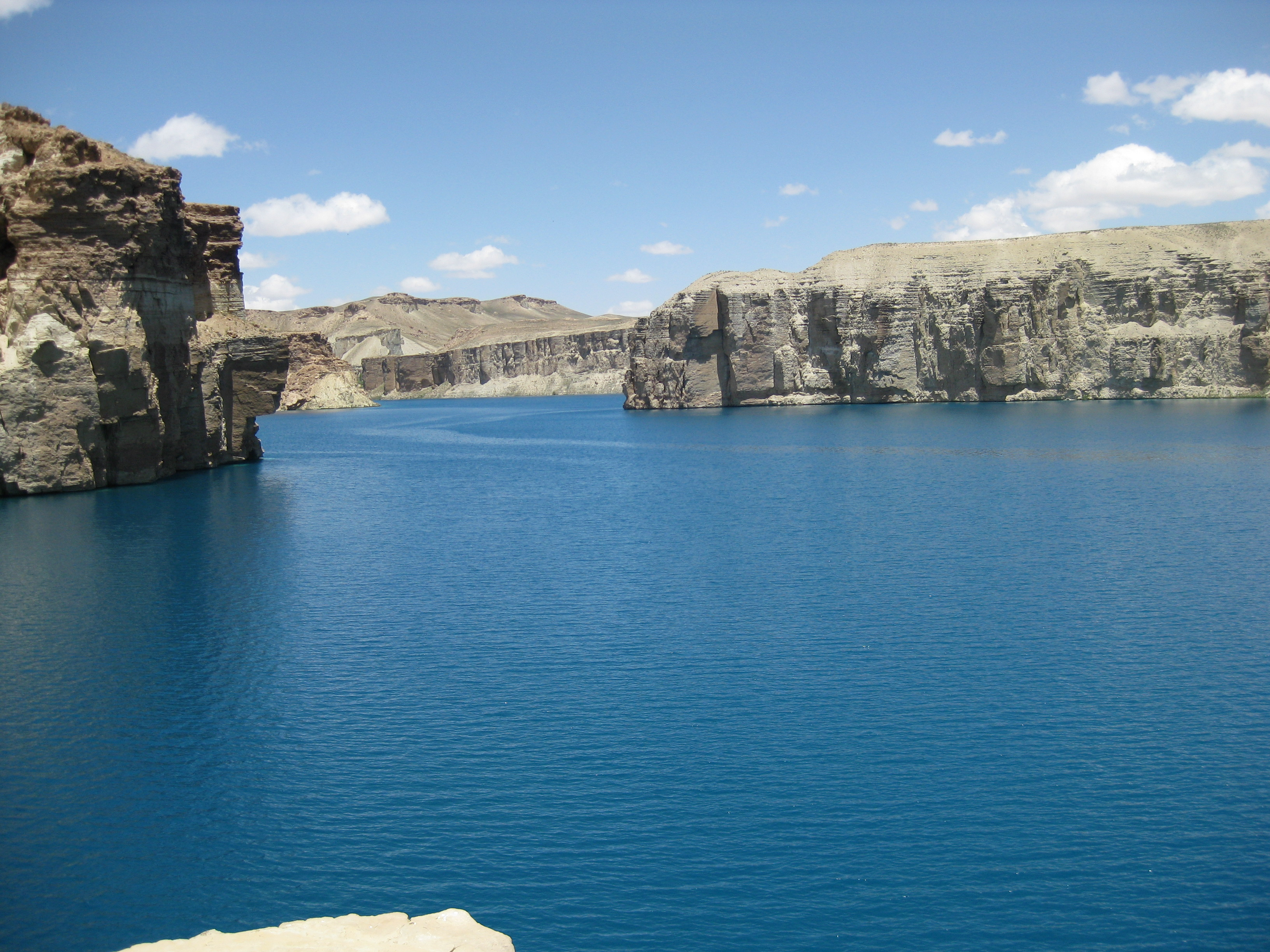
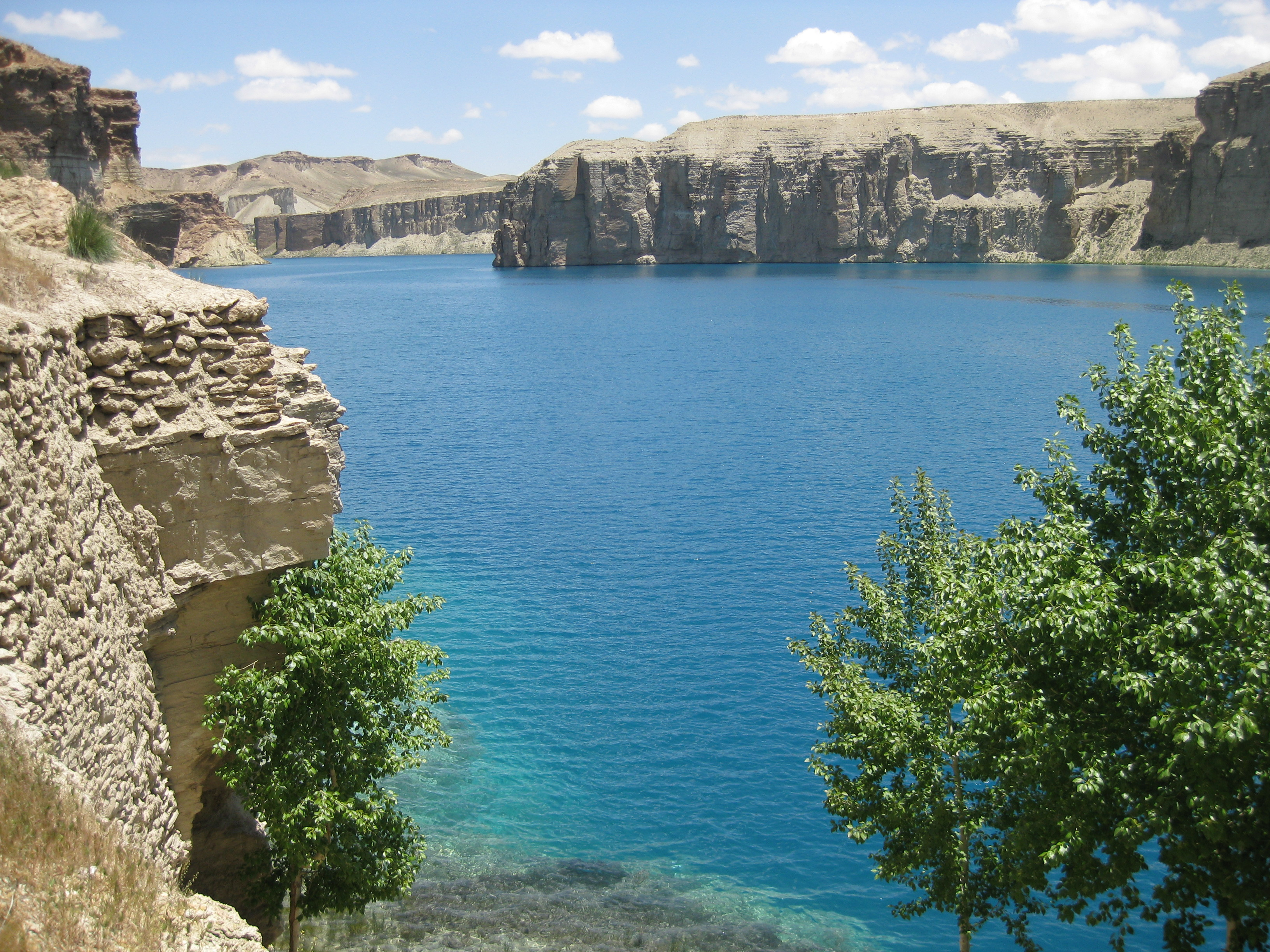
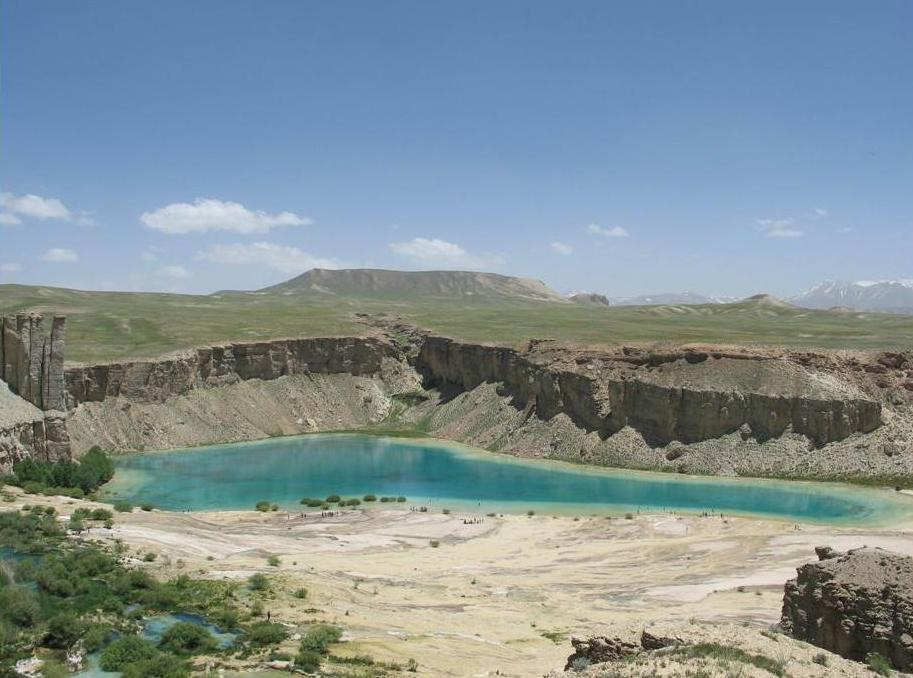
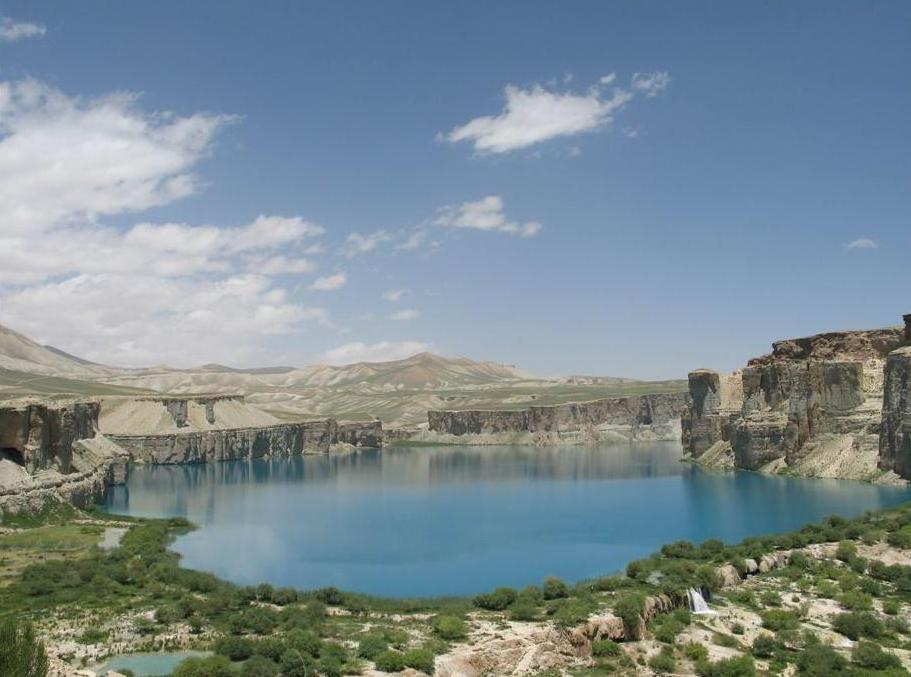
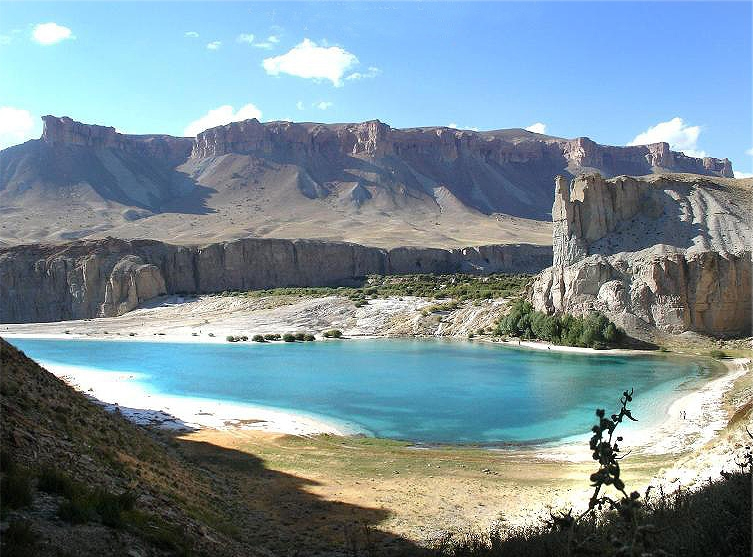